# Jeremias (Turma da Mônica)
Jeremias  é um personagem fictício das histórias em quadrinhos da Turma da Mônica, criado por Maurício de Sousa em 1960. Jeremias é o primeiro personagem negro da Turma da Mônica. Jeremias faz parte da "Turma do Bermudão" que conta com personagens como Franjinha, Titi e Manezinho. Jeremias usa um boné vermelho que pertenceu a seu avô, que usa para esconder uma calvície precoce.

## Histórico
Criado em 1960, um após os primeiros personagem da Turma da Mônica de Maurício de Sousa, o garoto Franjinha e seu cachorro Bidu. O personagem foi criado com características do chamado blackface, um estilo de desenho usado para retratar personagens negros de forma exagerada com origens no teatro, o termo deriva das maquiagens usadas por atores caucasianos que interpretavam personagens negros, algo que  que é visto como uma caracterização racista. Ao longo dos anos, Jeremias perdeu essas características, assim como personagens negros de outra publicação da Maurício de Sousa Produções,  Turma do Pelezinho, inspirada no jogador Edson Arantes do Nascimento, o Pelé.
Em 2009, é lançado o primeiro álbum da trilogia Mauricio de Sousa por 50 artistas, idealizado pelo editor e jornalista Sidney Gusman em homenagem aos 50 anos de carreira de Mauricio de Sousa, no ano seguinte, Jeremias ganha uma história solo no segundo álbum da trilogia produzida pelo quadrinista André Diniz.
Em novembro de 2011, durante o Festival Internacional de Quadrinhos realizado em Belo Horizonte, Sidney Gusman anunciou quem em 2012, seria lançada a linha "Graphic MSP", uma série de graphic novels, diferente dos álbuns da série MSP 50, as graphic trariam histórias fechadas contendo 72 páginas. Em 2016, durante a Comic Con Experience, foi anunciado que Jeremias ganharia seu primeiro título solo, uma Graphic MSP por Rafael Calça (roteiro) e Jefferson Costa (desenhos), dois autores negros. Em 2017, o título da graphic novel foi anunciado, Jeremias - Pele. Lançada em abril de 2018, a décima oitava graphic novel da linha Graphic MSP aborda um tema nunca antes explorado no personagem, o racismo e contou com o prefácio do rapper Emicida. Em janeiro do ano seguinte, mais uma história de um personagem negro da Turma da Mônica escrita por Rafael Calça, dessa vez para uma revista mensal, a personagem em questão é Milena, a primeira menina negra protagonista da Turma da Mônica, que estreou em 2017. Em homenagem ao quadrinista Sérgio Tibúrcio Graciano, que trabalhou no estúdio de 1966 a 2016, o avô do Jeremias recebe o nome de Graciano.

## Biografia
Jeremias é filho de um casal de arquitetos, seu tataravô era Jeremim, um príncipe africano que foi capturado e enviado para o Brasil para viver como escravo. No Brasil, Jeremim lutou pela liberdade não apenas dele, mas de outros escravos.

## Outras mídias
Em 2019, durante Comic Con Experience, foi anunciada uma série live-action do personagem.